# Jatiroto (Buayan)
Jatiroto is een bestuurslaag in het regentschap Kebumen van de provincie Midden-Java, Indonesië. Jatiroto telt 2849 inwoners (volkstelling 2010).